# Tysk-österrikiska backhopparveckan 1983/1984

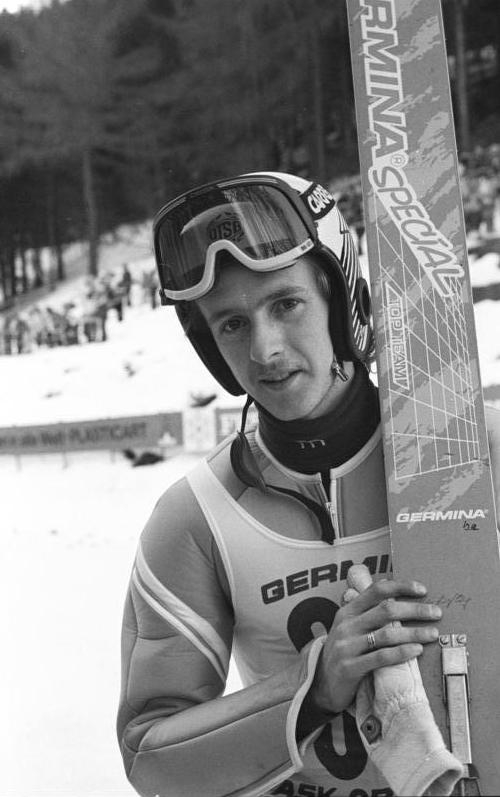
Jens Weißflog

Tysk-österrikiska backhopparveckan 1983/1984 ingick i backhoppningsvärldscupen 1983/1984. 
Man hoppade i Oberstdorf den 30 december 1983, den 1 januari 1984 hoppade man i Garmisch-Partenkirchen och den 4 januari 1984 hoppade man i Innsbruck. Sista deltävlingen i Bischofshofen hoppades den 6 januari 1984.

## Oberstdorf
- Datum: 30 december 1983
- Land:  Västtyskland
- Backe: Schattenbergschanze

| Placering | Hoppare              | Land         | Poäng |
| --------- | -------------------- | ------------ | ----- |
| 01        | Klaus Ostwald        | Östtyskland  | 220,7 |
| 02        | Jens Weißflog        | Östtyskland  | 213,5 |
| 03        | Ole Gunnar Fidjestøl | Norge        | 199,6 |
| 04        | Matti Nykänen        | Finland      | 199,4 |
| 05        | Andreas Felder       | Österrike    | 198,1 |
| 06        | Thomas Klauser       | Västtyskland | 197,2 |
| 07        | Roger Ruud           | Norge        | 196,5 |
| 08        | Manfred Deckert      | Östtyskland  | 195,8 |
| 09        | Piotr Fijas          | Polen        | 195,5 |
| 010       | Holger Freitag       | Östtyskland  | 195,1 |

## Garmisch-Partenkirchen
- Datum: 1 januari 1984
- Land:  Västtyskland
- Backe: Große Olympiaschanze

| Placering | Hoppare                 | Land        | Poäng |
| --------- | ----------------------- | ----------- | ----- |
| 01        | Jens Weißflog           | Östtyskland | 222,2 |
| 02        | Hansjörg Sumi           | Schweiz     | 209,0 |
| 03        | Klaus Ostwald           | Östtyskland | 207,8 |
| 04        | Jeff Hastings           | USA         | 207,6 |
| 05        | Matti Nykänen           | Finland     | 207,3 |
| 06        | Jari Puikkonen          | Finland     | 203,2 |
| 07        | Ole Christian Eidhammer | Norge       | 202,4 |
| 08        | Ole Gunnar Fidjestøl    | Norge       | 200,9 |
| 09        | Per Bergerud            | Norge       | 198,0 |
| 09        | Primož Ulaga            | Jugoslavien | 198,0 |

## Innsbruck
- Datum: 4 januari 1984
- Land:  Österrike
- Backe: Bergiselschanze

| Placering | Hoppare              | Land        | Poäng |
| --------- | -------------------- | ----------- | ----- |
| 01        | Jens Weißflog        | Östtyskland | 224,1 |
| 02        | Matti Nykänen        | Finland     | 207,6 |
| 03        | Jari Puikkonen       | Finland     | 205,4 |
| 04        | Klaus Ostwald        | Östtyskland | 200,3 |
| 05        | Ole Gunnar Fidjestøl | Norge       | 198,2 |
| 06        | Per Bergerud         | Norge       | 197,4 |
| 07        | Pentti Kokkonen      | Norge       | 195,2 |
| 08        | Andreas Felder       | Norge       | 188,9 |
| 09        | Peter Rohwein        | Norge       | 186,9 |
| 010       | Primož Ulaga         | Jugoslavien | 185,5 |

## Bischofshofen
- Datum: 6 januari 1984
- Land:  Österrike
- Backe: Paul-Ausserleitner-Schanze

| Placering | Hoppare                 | Land            | Poäng |
| --------- | ----------------------- | --------------- | ----- |
| 01        | Jens Weißflog           | Östtyskland     | 238,1 |
| 02        | Per Bergerud            | Norge           | 218,9 |
| 03        | Primoz Ulaga            | Jugoslavien     | 217,7 |
| 04        | Horst Bulau             | Kanada          | 215,6 |
| 05        | Klaus Ostwald           | Östtyskland     | 213,5 |
| 06        | Matti Nykänen           | Finland         | 211,6 |
| 07        | Pavel Ploc              | Tjeckoslovakien | 211,3 |
| 08        | Rolf Åge Berg           | Norge           | 200,2 |
| 08        | Jari Puikkonen          | Finland         | 200,2 |
| 010       | Ole Christian Eidhammer | Norge           | 199,1 |

## Slutställning
| Placering | Hoppare              | Land            | Poäng |
| --------- | -------------------- | --------------- | ----- |
| 01        | Jens Weißflog        | Östtyskland     | 897,9 |
| 02        | Klaus Ostwald        | Östtyskland     | 842,3 |
| 03        | Matti Nykänen        | Finland         | 825,9 |
| 04        | Jari Puikkonen       | Finland         | 791,9 |
| 05        | Ole Gunnar Fidjestøl | Norge           | 790,5 |
| 06        | Per Bergerud         | Norge           | 789,9 |
| 07        | Pavel Ploc           | Tjeckoslovakien | 785,3 |
| 08        | Pentti Kokkonen      | Finland         | 768,2 |
| 09        | Jeff Hastings        | USA             | 761,3 |
| 010       | Andreas Felder       | Österrike       | 755,8 |